# Iavnana
Iavnana (georgiska: იავნანა) är en genre inom georgisk folkmusik, traditionellt använt som en vaggvisa. Sammanlagt har över 60 versioner av Iavnana spelats in. En av de mer kända inspelningarna av Iavnana gjordes av sångerskan Tamriko Tjochonelidze. År 2009 ställde den georgiska sångerskan Lika Chantadze upp i musiktävlingen New Wave med en modern tappning av genren med namnet "Iavnana", vilket gav höga betyg i den populära musiktävlingen.